# Give It to Me
„Give It to Me” este o colaborare între producătorul, compozitorul și rapper-ul american Timbaland și Nelly Furtado și Justin Timberlake pentru al doilea album al său, Shock Value (2007). A fost lansat pe 4 februarie 2007, urmând să fie lansat pe posturile radio în data de 10 martie 2007.